# بيير رولان (موسيقي)
بيير رولان هو موسيقي كندي، ولد في 13 أكتوبر 1931 في مدينة كيبك في كندا، وتوفي في 29 نوفمبر 2011.

## وصلات خارجية
- بيير رولان على موقع ميوزك برينز (الإنجليزية)